# Приче за лаку ноћ
Приче за лаку ноћ (енгл. Bedtime Stories) америчка је филмска комедија из 2008. године. Режију потписује Адам Шанкман, по сценарију Мета Лопеза и Тима Херлихија, док главну улогу тумачи Адам Сандлер.
Приказивање у биоскопима је започело 25. децембра 2008. године. Упркос углавном негативним рецензијама критичара, остварио је финансијски успех, зарадивши преко 200 милиона долара широм света.

## Радња
Домара Скитера Бронсона изненади откриће да се приче за лаку ноћ које прича својим нећацима на неки необјашњиви начин обистињују. Скитер се понада да може искористити овај феномен у своју корист, али неочекивани дечји „доприноси” окрећу приче наопако.

## Улоге
| Глумац              | Улога                                            |
| ------------------- | ------------------------------------------------ |
| Адам Сандлер        | Скитер Бронсон                                   |
| Кери Расел          | Џил Хејстингс                                    |
| Гај Пирс            | Кендал Данкан                                    |
| Кортни Кокс         | Венди Бронсон                                    |
| Расел Бренд         | Мики                                             |
| Ричард Грифитс      | Бари Нотингам                                    |
| Тереза Палмер       | Вајолет Нотингам                                 |
| Луси Лолес          | Аспен                                            |
| Џонатан Морган Хајт | Патрик                                           |
| Лора Ен Креслинг    | Боби                                             |
| Џонатан Прајс       | Марти Бронсон                                    |
| Аиша Тајлер         | Дона Хајнд                                       |
| Ник Свардсон        | инжењер                                          |
| Ален Коверт         | лик са Фераријем                                 |
| Кармен Електра      | врела девојка                                    |
| Роб Шнајдер         | лопов скитница / Одбегла уста, Индијанац у бајци |
| Пол Дули            | продавац хот догова                              |
| Анализ Басо         | Триша Спаркс                                     |